# 小金虎耳草
小金虎耳草（学名：Saxifraga egregia var. xiaojinensis）为虎耳草科虎耳草属下的一个变种。

## 扩展阅读
- 維基物種上的相關：小金虎耳草